# Перекопна Лука
Перекопна Лука (рос. Перекопная Лука) — село у Балаковському районі Саратовської області Російської Федерації.
Населення становить 185 осіб. Належить до муніципального утворення Биково-Отрозьке муніципальне утворення.

## Історія
Населений пункт розташований у межах українського історичного та культурного регіону Жовтий Клин.
Від 23 липня 1928 року в складі Балаковського району Вольського округу Нижньо-Волзького краю. До цього належав до Балаковського повіту Самарської губернії.
З 1934 року підпорядковується Саратовському краю, з 1936 року — в складі Саратовської області.
Згідно із законом № 41-ЗСО від 28 квітня 2015 року органом місцевого самоврядування є Биково-Отрозьке муніципальне утворення.

## Населення
| 2010 |
| ---- |
| 185  |